# Rabanales (kommun)
Rabanales är en kommun i Spanien.   Den ligger i provinsen Provincia de Zamora och regionen Kastilien och Leon, i den nordvästra delen av landet, 260 km nordväst om huvudstaden Madrid. Antalet invånare är 654.